# Vaals
Vaals este o comună și o localitate în provincia Limburg, Țările de Jos. 

## Localități componente
Vaals, Camerig, Cottessen, Harles, Holset, Lemiers, Mamelis, Melleschet, Oud Lemiers, Raren, Rott, Vijlen, Wolfhaag.